# Porocephalida
Porocephalida es un orden de pentastómidos que contiene dos superfamilias, con cuatro familias en ellas. Algunas especies de este orden, como Armillifer grandis, se han encontrado en víboras, con algunas encontradas en víboras de mercados de carne silvestre.

## Familias y subfamilias
- Linguatuloidea
  - Linguatulidae
  - Subtriquetridae
- Porocephaloidea
  - Porocephalidae
  - Sebekidae[1]